# Ibes (distrito)
Ibes é um distrito do município brasileiro de Vila Velha, no estado do Espírito Santo. Segundo o censo demográfico de 2022, realizado pelo Instituto Brasileiro de Geografia e Estatística (IBGE), sua população era de 125 283 habitantes e havia 46 985 domicílios particulares permanentes ocupados. Foi criado pela lei estadual nº 1.935 de 8 de janeiro de 1964.
De acordo com o IBGE, em 2010 a população era de 124 630 habitantes e havia 44 322 domicílios particulares.